# 2. Damenbundesliga 2022 (Football)
Die 2. Damenbundesliga (DBL) 2022 war die 16. Saison der 2. Football-Bundesliga, der zweithöchsten Spielklasse des American Football in Deutschland für Frauen. Es ist die erste Spielzeit seit Beginn der Corona-Pandemie, deren reguläre Saison in vollem Umfang durchgeführt werden sollte. Auf Play-offs und ein Finale wurde verzichtet.
Das erste Spiel der Saison 2022 bestritten die Mülheim Shamrocks gegen die Cologne Falconets am 14. Mai in Mülheim.

## Modus
In der Saison 2022 traten insgesamt 22 Teams in fünf getrennten Gruppen an (jeweils vier in den Gruppen Nord, Mitte, Südwest, Südost und sechs in der Gruppe West). Jede dieser Gruppen trägt ein doppeltes Rundenturnier aus, wobei jedes Team einmal das Heimrecht genießt. Nach jeder Partie erhält die siegreiche Mannschaft zwei und die besiegte null Punkte. Bei einem Unentschieden erhält jede Mannschaft einen Punkt. Die Punkte des Gegners werden als Minuspunkte gerechnet. Nach Beendigung des Rundenturniers wird eine Rangliste ermittelt, bei der zunächst die Anzahl der erzielten Punkte entscheidend ist. Bei Punktgleichheit entscheidet der direkte Vergleich.
Da es sich um die erste reguläre Saison seit Beginn der Corona-Pandemie handelt, folgen weder Play-offs noch Finale auf die Gruppenphase. Außerdem gibt es keine Ab- oder Aufstiegsplätze.

## Teams
In der Gruppe Nord haben die folgenden Teams am Ligabetrieb teilgenommen:
- Braunschweig Lady Lions
- Hannover Grizzlies
- Lilienthal Venom (Neugründung)
- Oldenburg Coyotes

In der Gruppe West haben die folgenden Teams am Ligabetrieb teilgenommen:
- Aachen Vampires Damen
- Bochum Miners
- Cologne Falconets (Abstieg aus DBL1)
- Mönchengladbach Wolfpack Ladies
- Mülheim Shamrocks
- Spielgemeinschaft Solingen/Wuppertal

In der Gruppe Mitte haben die folgenden Teams am Ligabetrieb teilgenommen:
- Darmstadt Diamonds Ladies (zuletzt 2019 in Gruppe Südwest)
- Gießen Golden Dragons Ladies (vorher in Gruppe Südwest)
- Leipzig Hawks Ladies (Neugründung)
- Mainz Golden Eagles Ladies (vorher in Gruppe Südwest)

In der Gruppe Südwest haben die folgenden Teams am Ligabetrieb teilgenommen:
- Mannheim Banditaz
- Red Knights Tübingen Ladies (vorher als SG mit Crailsheim in Gruppe Südost)
- Saarland Lady Canes
- Trier Stampers Ladies

In der Gruppe Südost haben die folgenden Teams am Ligabetrieb teilgenommen:
- Allgäu Comets Ladies
- Crailsheim Hurricanes Ladies (vorher als SG mit Tübingen)
- Herzogenaurach Rhinos Ladies
- Regensburg Phoenix Ladies

## Saisonverlauf

### Abschlusstabellen
| Gruppe Nord | Gruppe Nord               | Gruppe Nord | Gruppe Nord | Gruppe Nord | Gruppe Nord | Gruppe Nord | Gruppe Nord |    | Gruppe West              | Gruppe West | Gruppe West | Gruppe West | Gruppe West | Gruppe West | Gruppe West | Gruppe West |
| #           | Team                      | Punkte      | Sp          | S           | U           | N           | TD-Pkt.     | #  | Team                     | Punkte      | Sp          | S           | U           | N           | TD-Pkt.     |             |
| ----------- | ------------------------- | ----------- | ----------- | ----------- | ----------- | ----------- | ----------- | -- | ------------------------ | ----------- | ----------- | ----------- | ----------- | ----------- | ----------- | ----------- |
| 1.          | Braunschweig Lions Ladies | 6:2         | 4           | 3           | 0           | 1           | 129:580     | 1. | Cologne Falconets        | 16:00       | 8           | 8           | 0           | 0           | 286:800     |             |
| 2.          | Hannover Grizzlies        | 6:2         | 4           | 3           | 0           | 1           | 122:960     | 2. | SG Solingen/Wuppertal    | 12:60       | 9           | 6           | 0           | 3           | 176:184     |             |
| 3.          | Oldenburg Coyotes         | 0:0         | 0           | 0           | 0           | 0           | 00:00       | 3. | Aachen Vampires          | 11:70       | 9           | 5           | 1           | 3           | 239:135     |             |
| 4.          | Lilienthal Venom          | 0:8         | 4           | 0           | 0           | 4           | 086:183     | 4. | Mülheim Shamrocks        | 07:13       | 10          | 3           | 1           | 6           | 176:301     |             |
|             |                           |             |             |             |             |             |             | 5. | Mönchengladbach Wolfpack | 04:14       | 9           | 2           | 0           | 7           | 112:235     |             |
| 6.          | Bochum Miners             | 04:14       | 9           | 2           | 0           | 7           | 104:230     |    |                          |             |             |             |             |             |             |             |

- Tie-Break: Braunschweig gewinnt direkten Vergleich gegen Hannover (46:22), Mönchengladbach gewinnt direkten Vergleich gegen Bochum (45:26)

| Gruppe Mitte | Gruppe Mitte          | Gruppe Mitte | Gruppe Mitte | Gruppe Mitte | Gruppe Mitte | Gruppe Mitte | Gruppe Mitte |    | Gruppe Südwest       | Gruppe Südwest | Gruppe Südwest | Gruppe Südwest | Gruppe Südwest | Gruppe Südwest | Gruppe Südwest | Gruppe Südwest |
| #            | Team                  | Punkte       | Sp           | S            | U            | N            | TD-Pkt.      | #  | Team                 | Punkte         | Sp             | S              | U              | N              | TD-Pkt.        |                |
| ------------ | --------------------- | ------------ | ------------ | ------------ | ------------ | ------------ | ------------ | -- | -------------------- | -------------- | -------------- | -------------- | -------------- | -------------- | -------------- | -------------- |
| 1.           | Gießen Golden Dragons | 12:00        | 6            | 6            | 0            | 0            | 167:107      | 1. | Saarland LadyCanes   | 8:00           | 4              | 4              | 0              | 0              | 170:500        |                |
| 2.           | Mainz Golden Eagles   | 06:60        | 6            | 3            | 0            | 3            | 124:790      | 2. | Red Knights Tübingen | 8:40           | 6              | 4              | 0              | 2              | 148:940        |                |
| 3.           | Leipzig Hawks         | 06:60        | 6            | 3            | 0            | 3            | 156:141      | 3. | Mannheim Banditaz    | 4:40           | 4              | 2              | 0              | 2              | 104:720        |                |
| 4.           | Darmstadt Diamonds    | 00:12        | 6            | 0            | 0            | 6            | 000:120      | 4. | Trier Stampers       | 0:12           | 6              | 0              | 0              | 6              | 050:256        |                |

- Tie-Break: Mainz gewinnt direkten Vergleich gegen Leipzig (58:35)

| Gruppe Südost | Gruppe Südost         | Gruppe Südost | Gruppe Südost | Gruppe Südost | Gruppe Südost | Gruppe Südost | Gruppe Südost |
| #             | Team                  | Punkte        | Sp            | S             | U             | N             | TD-Pkt.       |
| ------------- | --------------------- | ------------- | ------------- | ------------- | ------------- | ------------- | ------------- |
| 1.            | Allgäu Comets         | 10:20         | 6             | 5             | 0             | 1             | 166:740       |
| 2.            | Regensburg Phoenix    | 08:40         | 6             | 4             | 0             | 2             | 156:780       |
| 3.            | Herzogenaurach Rhinos | 04:80         | 6             | 2             | 0             | 4             | 068:111       |
| 4.            | Crailsheim Hurricanes | 02:10         | 6             | 1             | 0             | 5             | 014:141       |

Stand: 1. Oktober 2022 (Saisonende)